# Ашимова, Анна Рафаэловна
Анна Рафаэловна Ашимова (в замужестве — Гайдаш; род. 9 января 1973 года, Улан-Удэ) — исполнительница роли Нины Пуховой в знаменитом новогоднем фильме 1982 года «Чародеи».

## Биография
Анна Ашимова родилась 9 января 1973 года в городе Улан-Удэ, где в это время её отец, Рафаэль Ашимов, служил в инженерных войсках. В 1980 году семья переехала в Москву. На пробы в фильм «Чародеи» Анна попала случайно: она занималась танцами, рисованием и пением во Дворце пионеров, куда в поисках маленькой актрисы пришла ассистент Константина Бромберга. Аня оказалась в числе отобранных девочек и пройдя все пробы, была утверждена на роль экранной сестры героя Александра Абдулова. Несмотря на то, что на протяжении всего фильма Анна не говорит и не поёт своим голосом (её реплики были переозвучены Светланой Харлап, а вокал по очереди исполнили Лариса Долина и Ольга Рождественская), фильм принёс ей славу. Наряду с этим было и давление со стороны сверстников, возможно ставшее причиной того, что Анна не заинтересовалась актёрской карьерой, и роль Нины Пуховой так и осталась её единственной работой в кино.
После окончания школы Анна поступила в Государственную Академию Управления (ныне Государственный университет управления) на факультет экономической кибернетики по специальности «Автоматизированные системы управления» (АСУ). Замужем за Кириллом Гайдашем, есть сын Александр.

## Роли в кино
- 1982 — Чародеи — Нина Пухова